# Nejvyšší hory Česka

Sněžka

Nejvyšší hory Česka. Nejvyšší horou Česka je Sněžka (1 603 m) na česko-polské hranici v Krkonoších.
V Česku se nachází pouze 13 horských vrcholů s prominencí vyšší než 500 metrů. V Krkonoších má prominencí vyšší než 500 metrů pouze Sněžka. Nejvíce hor s prominencí přes 500 metrů leží v Moravskoslezských Beskydech. V Česku se nachází přes 650 hor s prominencí vyšší než 100 metrů.

## Nejvyšší hory Česka s prominencí vyšší než 500 metrů

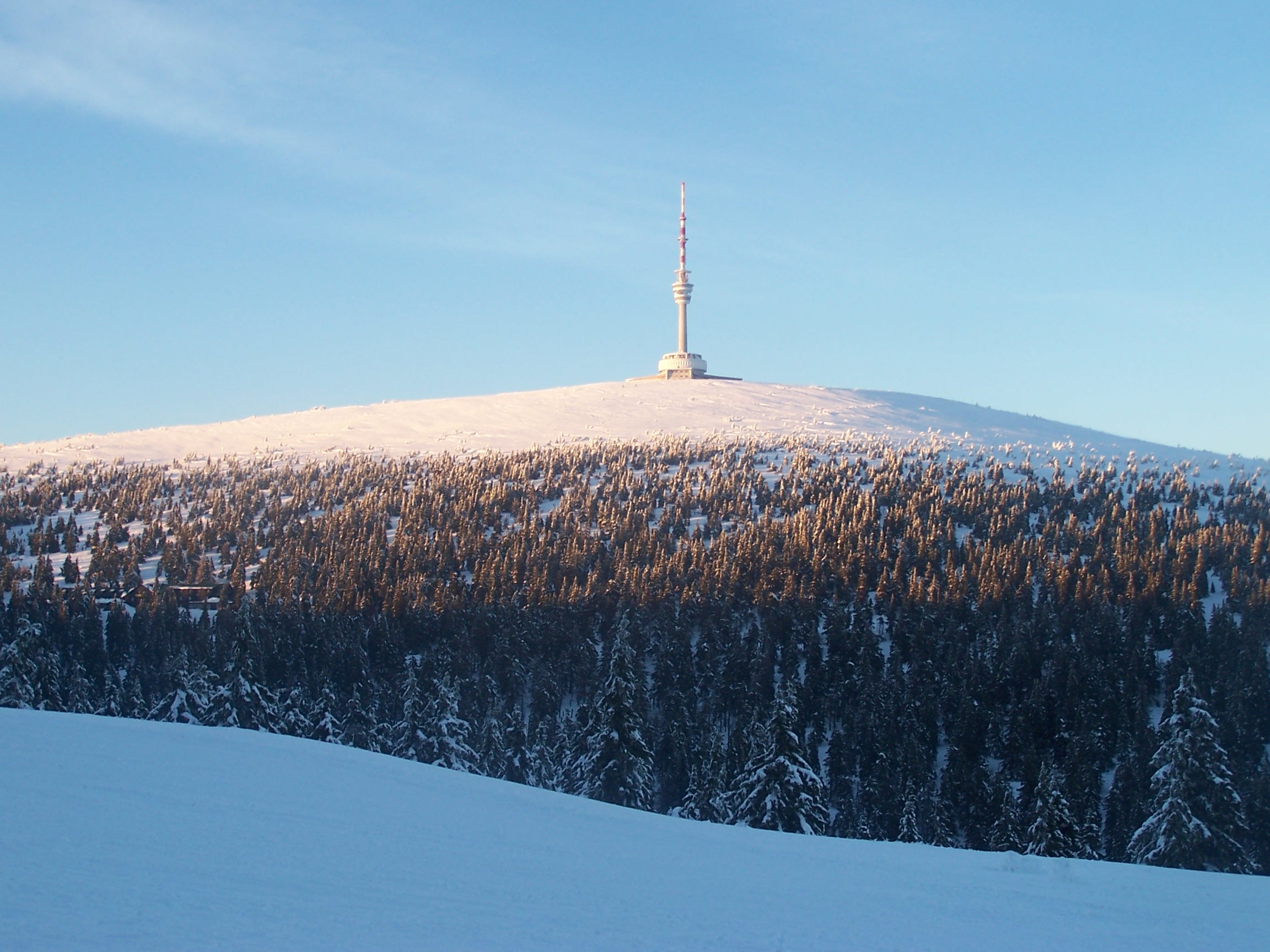
Praděd

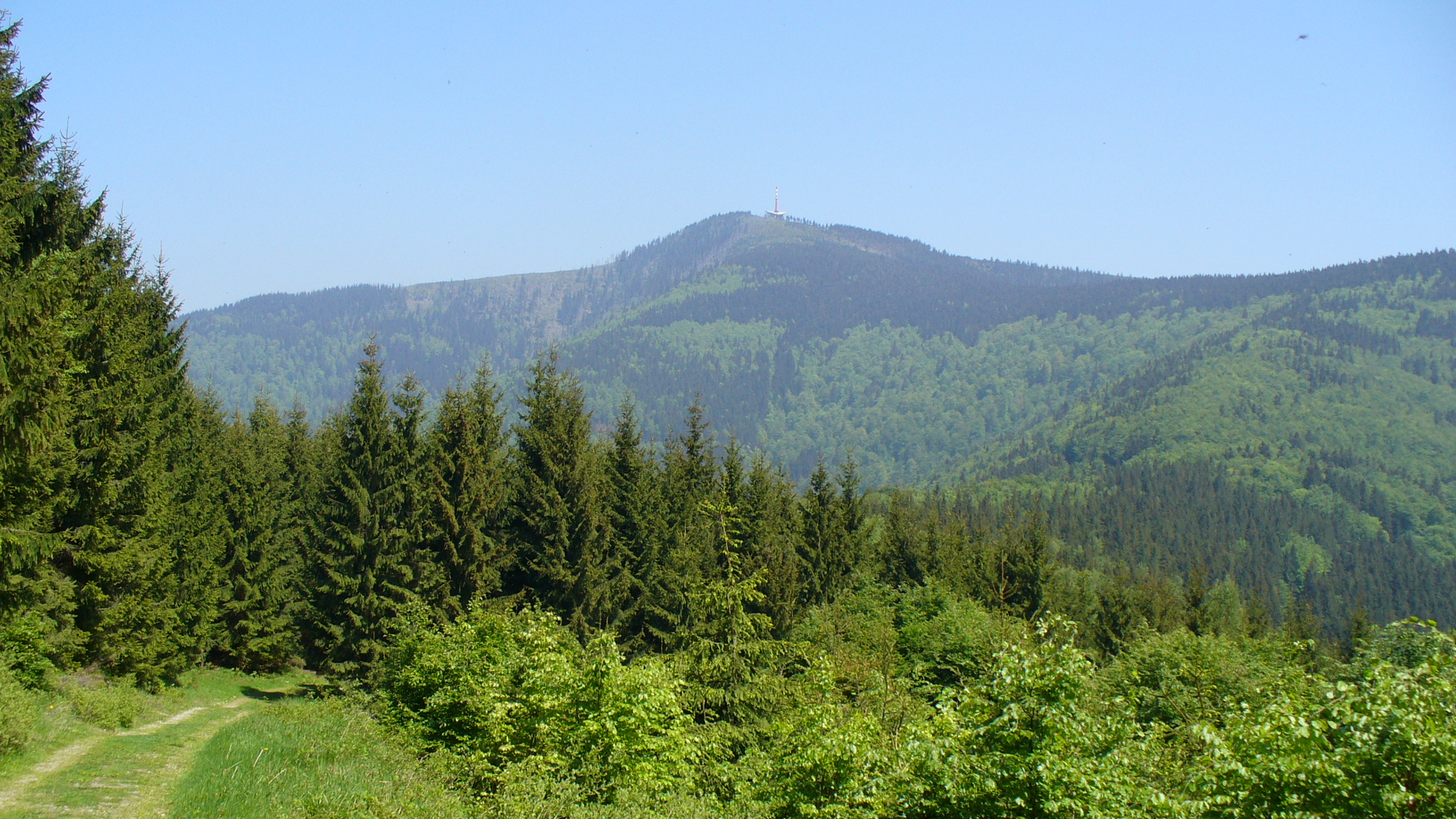
Lysá hora

Ve výčtu hor jsou zastoupeny pouze vrcholy s prominencí vyšší než 500 metrů.
|    | Vrchol           | Pohoří                     | Výška (m) | Prominence (m) | Izolace (km) | Souřadnice                       |
| -- | ---------------- | -------------------------- | --------- | -------------- | ------------ | -------------------------------- |
| 1  | Sněžka           | Krkonoše                   | 1 603     | 1 197          | 289,6        | 50°44′10″ s. š., 15°44′23″ v. d. |
| 2  | Praděd           | Hrubý Jeseník              | 1 491     | 983            | 127,8        | 50°04′59″ s. š., 17°13′51″ v. d. |
| 3  | Králický Sněžník | Králický Sněžník           | 1 423     | 664            | 30           | 50°12′27″ s. š., 16°50′51″ v. d. |
| 4  | Plechý           | Šumava                     | 1 378     | 508            | 41,1         | 48°46′17″ s. š., 13°51′26″ v. d. |
| 5  | Lysá hora        | Moravskoslezské Beskydy    | 1 324     | 769            | 54,3         | 49°32′46″ s. š., 18°26′50″ v. d. |
| 6  | Smrk             | Moravskoslezské Beskydy    | 1 277     | 592            | 6,8          | 49°30′30″ s. š., 18°22′14″ v. d. |
| 7  | Kněhyně          | Moravskoslezské Beskydy    | 1 257     | 514            | 3,9          | 49°29′48″ s. š., 18°18′47″ v. d. |
| 8  | Klínovec         | Krušné hory                | 1 244     | 748            | 133          | 50°23′47″ s. š., 12°58′04″ v. d. |
| 9  | Velká Deštná     | Orlické hory               | 1 116     | 587            | 29,1         | 50°18′06″ s. š., 16°23′52″ v. d. |
| 10 | Čerchov          | Český les                  | 1 042     | 527            | 19,4         | 49°23′00″ s. š., 12°47′01″ v. d. |
| 11 | Ještěd           | Ještědsko-kozákovský hřbet | 1 012     | 517            | 18,1         | 50°43′57″ s. š., 14°59′06″ v. d. |
| 12 | Velká Javořina   | Bílé Karpaty               | 970       | 570            | 28,1         | 48°51′28″ s. š., 17°40′32″ v. d. |
| 13 | Milešovka        | České středohoří           | 837       | 620            | 20,2         | 50°33′17″ s. š., 13°55′53″ v. d. |

## 30 nejvyšších hor Česka s prominencí vyšší než 100 metrů

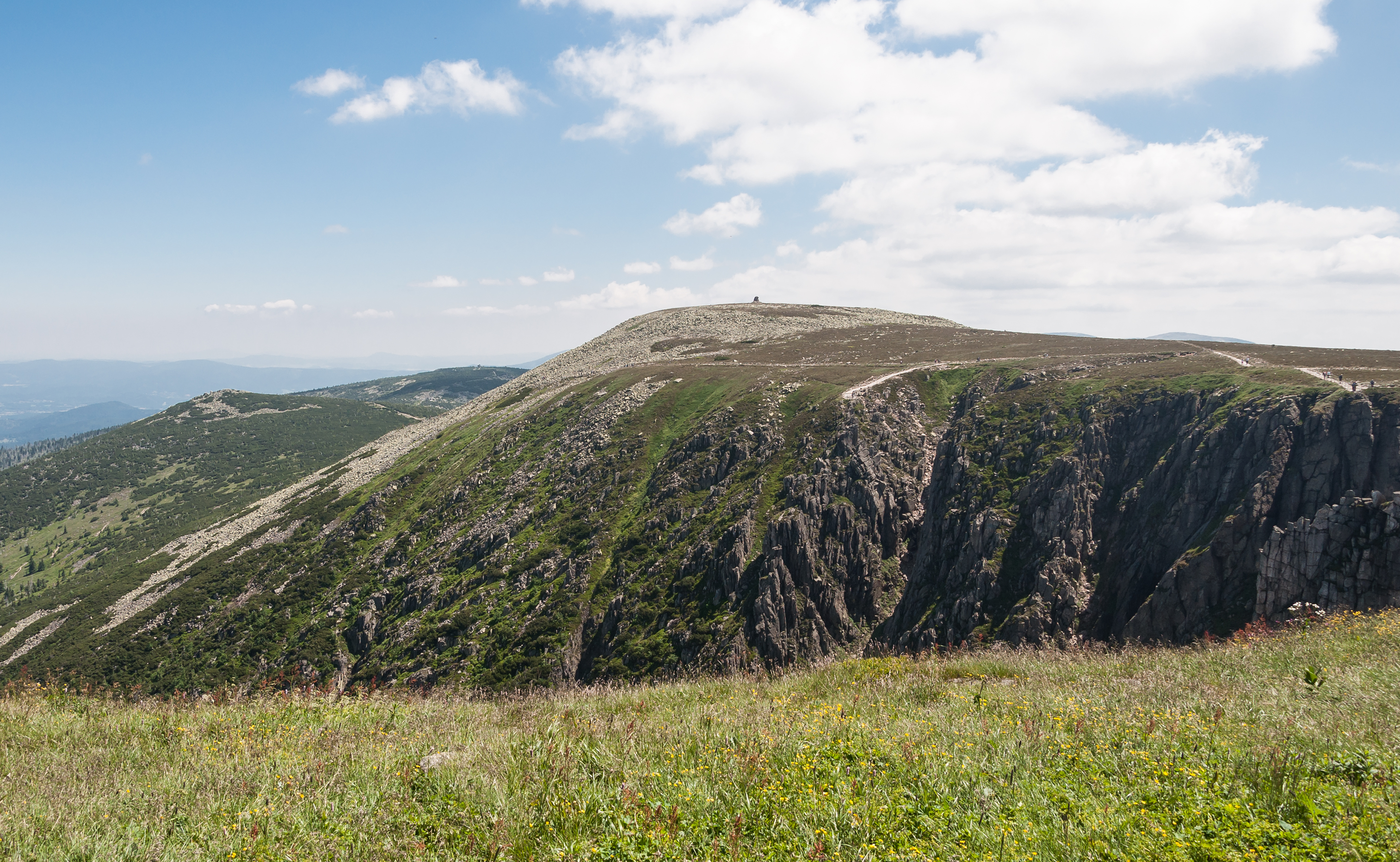
Vysoké kolo

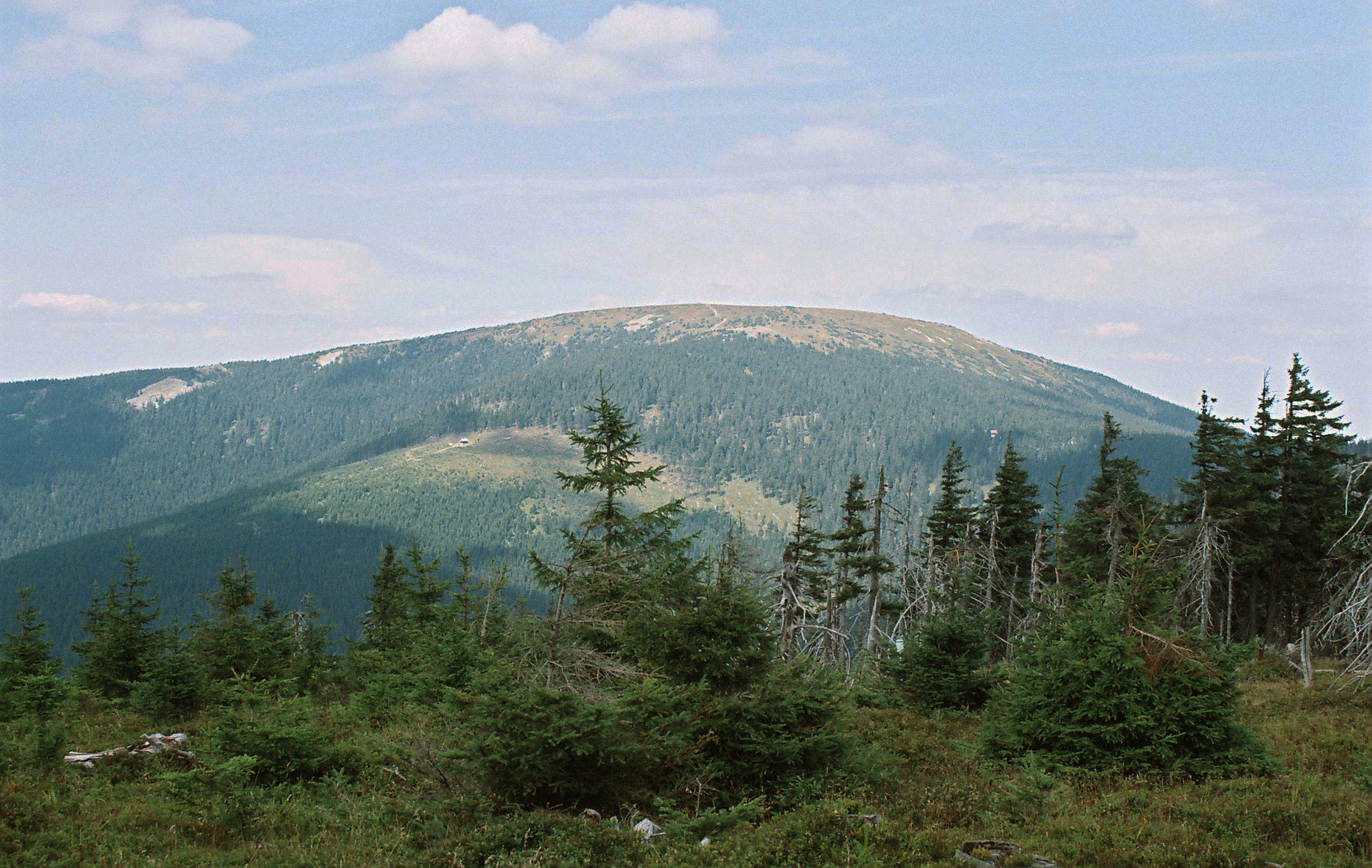
Králický Sněžník

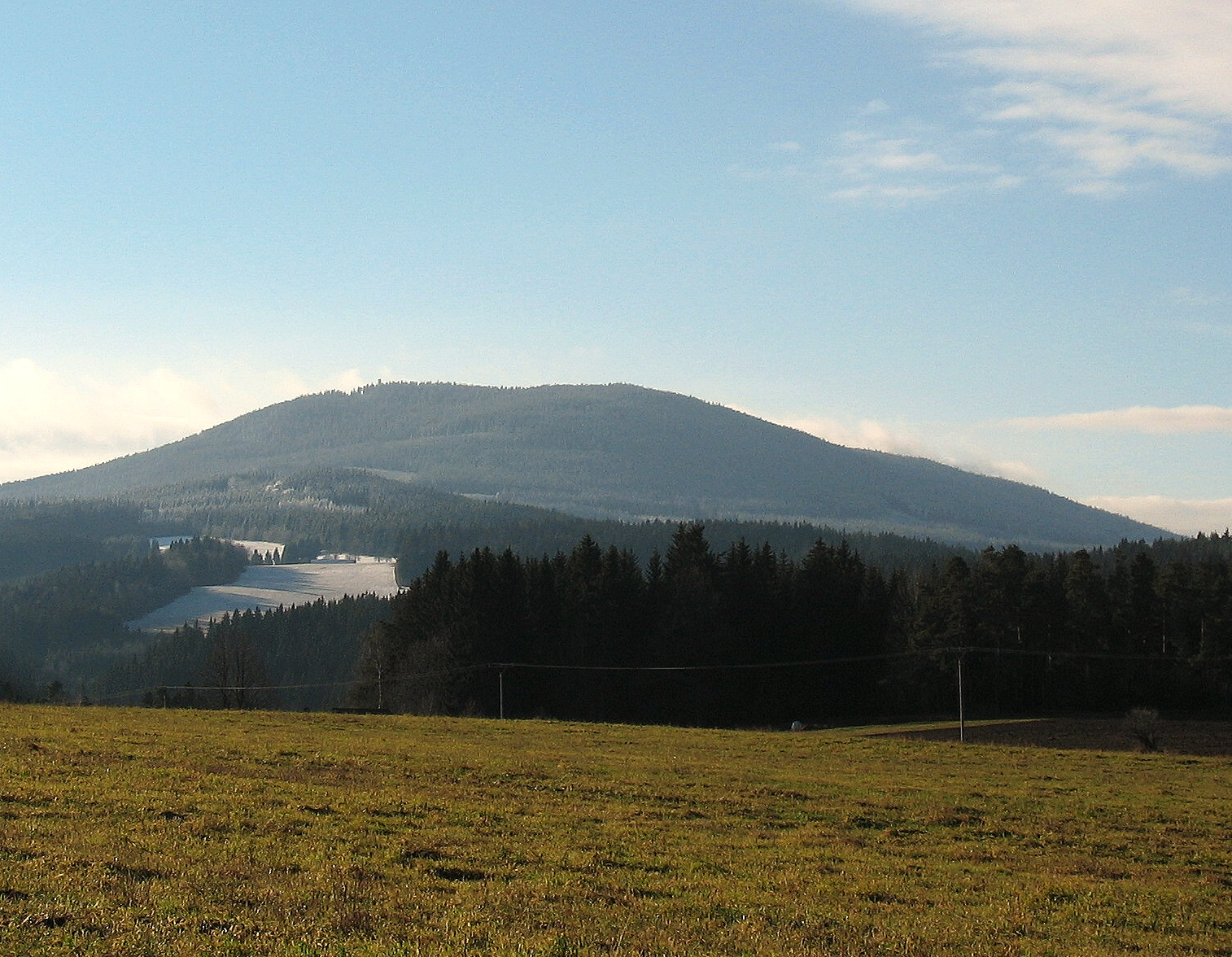
Boubín

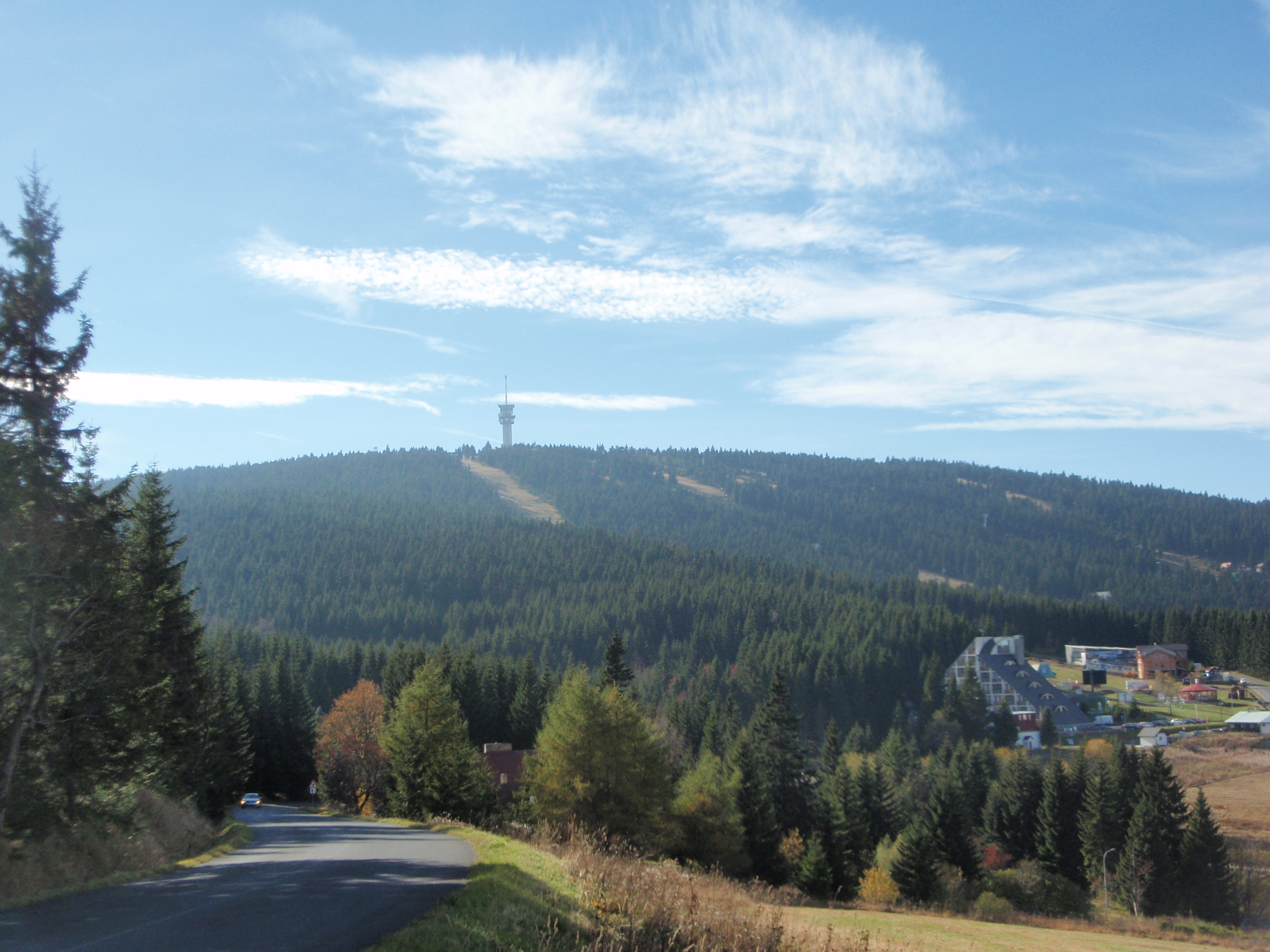
Klínovec

Ve výčtu hor jsou zastoupeny pouze vrcholy s prominencí vyšší než 100 metrů.
|    | Vrchol           | Pohoří                  | Výška (m) | Prominence (m) | Izolace (km) | Souřadnice                       |
| -- | ---------------- | ----------------------- | --------- | -------------- | ------------ | -------------------------------- |
| 1  | Sněžka           | Krkonoše                | 1 603     | 1 197          | 289,6        | 50°44′10″ s. š., 15°44′23″ v. d. |
| 2  | Luční hora       | Krkonoše                | 1 556     | 171            | 4,2          | 50°43′40″ s. š., 15°40′57″ v. d. |
| 3  | Vysoké kolo      | Krkonoše                | 1 510     | 335            | 9,2          | 50°46′37″ s. š., 15°34′04″ v. d. |
| 4  | Praděd           | Hrubý Jeseník           | 1 491     | 983            | 127,8        | 50°04′59″ s. š., 17°13′51″ v. d. |
| 5  | Vysoká hole      | Hrubý Jeseník           | 1 460     | 150            | 2,6          | 50°03′31″ s. š., 17°13′50″ v. d. |
| 6  | Kotel            | Krkonoše                | 1 435     | 100            | 3            | 49°30′30″ s. š., 18°22′14″ v. d. |
| 7  | Králický Sněžník | Králický Sněžník        | 1 423     | 664            | 30           | 50°12′27″ s. š., 16°50′51″ v. d. |
| 8  | Keprník          | Hrubý Jeseník           | 1 423     | 410            | 12           | 50°10′15″ s. š., 17°07′00″ v. d. |
| 9  | Plechý           | Šumava                  | 1 378     | 508            | 41,1         | 48°46′17″ s. š., 13°51′26″ v. d. |
| 10 | Blatný vrch      | Šumava                  | 1 376     | 151            | 4            | 48°57′52″ s. š., 13°27′01″ v. d. |
| 11 | Boubín           | Šumava                  | 1 362     | 368            | 23           | 48°59′28″ s. š., 13°49′06″ v. d. |
| 12 | Dlouhé stráně    | Hrubý Jeseník           | 1 354     | 169            | 4            | 50°04′16″ s. š., 17°09′25″ v. d. |
| 13 | Jezerní hora     | Šumava                  | 1 344     | 309            | 7            | 49°10′06″ s. š., 13°11′08″ v. d. |
| 14 | Plesná           | Šumava                  | 1 338     | 263            | 14           | 49°06′15″ s. š., 13°18′44″ v. d. |
| 15 | Červená hora     | Hrubý Jeseník           | 1 333     | 128            | 2            | 50°08′39″ s. š., 17°08′10″ v. d. |
| 16 | Smrčina          | Šumava                  | 1 333     | 321            | 5,7          | 48°44′11″ s. š., 13°55′18″ v. d. |
| 17 | Malý Sněžník     | Králický Sněžník        | 1 327     | 101            | 23           | 50°11′29″ s. š., 16°48′55″ v. d. |
| 18 | Lysá hora        | Moravskoslezské Beskydy | 1 324     | 769            | 54,3         | 49°32′46″ s. š., 18°26′50″ v. d. |
| 19 | Poledník         | Šumava                  | 1 315     | 185            | 7            | 49°03′51″ s. š., 13°23′42″ v. d. |
| 20 | Ždánidla         | Šumava                  | 1 308     | 110            | 2            | 49°06′13″ s. š., 13°20′50″ v. d. |
| 21 | Stráž            | Šumava                  | 1 308     | 140            | 2            | 48°58′33″ s. š., 13°34′48″ v. d. |
| 22 | Černá hora       | Krkonoše                | 1 300     | 215            | 5,2          | 50°39′09″ s. š., 15°44′31″ v. d. |
| 23 | Polom            | Šumava                  | 1 295     | 102            | 2,6          | 49°07′48″ s. š., 13°17′17″ v. d. |
| 24 | Ostrý            | Šumava                  | 1 292     | 177            | 4,5          | 49°12′08″ s. š., 13°06′42″ v. d. |
| 25 | Tabule           | Krkonoše                | 1 284     | 119            | 1,6          | 50°45′09″ s. š., 15°47′33″ v. d. |
| 26 | Smrk             | Moravskoslezské Beskydy | 1 277     | 592            | 6,8          | 49°30′30″ s. š., 18°22′14″ v. d. |
| 27 | Bobík            | Šumava                  | 1 265     | 177            | 5            | 48°57′30″ s. š., 13°51′55″ v. d. |
| 28 | Kněhyně          | Moravskoslezské Beskydy | 1 257     | 514            | 3,9          | 49°29′48″ s. š., 18°18′47″ v. d. |
| 29 | Antýgl           | Šumava                  | 1 254     | 111            | 3,7          | 49°02′52″ s. š., 13°32′13″ v. d. |
| 30 | Klínovec         | Krušné hory             | 1 244     | 748            | 133          | 50°23′47″ s. š., 12°58′04″ v. d. |